# Războiul bătrânilor
Războiul bătrânilor (2005) (titlu original Old Man's War) este un roman science fiction de John Scalzi. A fost nominalizat la premiul Hugo pentru "Cel mai bun roman" în 2006, iar în 2011 Paramount Pictures a cumpărat drepturile de ecranizare. 
În 2006 a fost publicată continuarea, Brigăzile-Fantomă, urmată de alte trei cărți: Ultima colonie (2007) și Povestea lui Zoë (2008) și The Human Division (2013).

## Intriga
Romanul relatează la persoana întâi povestea lui John Perry, un scriitor de 75 de ani, care se alătură FCA (Forțelor Coloniale de Apărare), după ce în urmă cu 10 ani semnase, împreună cu acum decedata lui soție, Kathy, o scrisoare de intenție. El urcă pe orbită cu un lift spațial, ajungând la baza FCA Henry Hudson, unde mintea sa este transferată într-un corp nou. Acesta, având la bază ADN-ul său original, a fost îmbunătățit pentru a fi mult mai puternic și având o serie de caracteristici cum ar fi creșterea capacității de a transporta oxigen a sângelui său, vedere similară celei a felinelor, etc. În noul corp, Perry este conectat la o interfață neurală, numită BrainPal, care îi permite să comunice cu alți membri ai FCA și să obțină o serie de informații.
După antrenamentul de bază efectuat pe Beta Pyxis III, Perry este trimis să servească pe nava Modesto. În prima lui misiune trebuie să se războiască cu Consu, o specie extraterestră crudă și inteligentă. Perry îmbunătățește tactica de luptă a FCA și ajută decisiv la câștigarea bătăliei, lucru care atrage aprecierile superiorilor săi.
După ce participă și la alte lupte, Perry este trimis în Bătălia pentru Coral, cucerit anterior de către rraey. Misiunea se dovedește un fiasco, rraey dovedindu-se capabili să prezică traiectoria navelor care efectuează saltul și distrugând întreaga flotă umană. Perry preia inițiativa și naveta sa supraviețuiește masacrului, dar se prăbușește pe planetă, fiind salvat în ultima clipă de misterioasele "Brigăzi Fantomă", Forțele Speciale ale FCA. Conducătoarea echipei de salvare a Brigăzilor Fantomă, Jane Sagan, seamănă uluitor de mult cu soția moartă a lui Perry, Kathy.
După ce i se vindecă rănile, Perry o caută pe Jane Sagan, care se dovedește a fi fost creată folosindu-se ADN-ul lui Kathy, lucru făcut legal de scrisoarea de intenție semnată de ea la împlinirea vârstei de 65 de ani. Spre deosebire de John, Jane nu își amintește viața anterioară și, prin urmare, face tot ce poate pentru a-l păstra pe John în apropierea ei, ca să o ajute să își "umple" viața. Așa se face că John ajunge consilier pe o navă a Brigăzilor Fantomă, lucru neobișnuit până în acel moment, participând la un nou atac asupra Coralului destinat să fure tehnologia folosirii tahionilor primiră de Rraey de la Consu, care le permite să detecteze unde vor apărea navele care efectuează saltul. În timpul misiunii, John îi salvează viața lui Jane și ajută la recucerirea planetei și la intrarea în posesia sistemului de detecție.

## Personaje
- John Perry - scriitor pământean în vârstă de 75 de ani care se înrolează în Forțele Coloniale de Apărare. Conștiința sa este transferată într-un corp modificat, special pregătit pentru luptele spațiale cu alte rase
- Kathy - soția lui John, decedată la data începerii romanului
- Ruiz - sergent care-l antrenează pe John în FCA și îl admiră pentru unul dintre personajele create în cariera sa scriitoricească
- Harry Wilson - cel mai bun prieten al lui John pe perioada antrenamentelor, un individ extrem de inteligent și priceput la știință și tehnologie
- Jane Sagan - membră a Brigăzilor-Fantomă din cadrul Forțelor Speciale, creată pronind de la ADN-ul soției decedate a lui John, Kathy

## Opinii critice
Thomas M. Wagner descrie astfel romanul: „Inspirându-se fără ascunzișuri din Infanteria stelară, Războiul bătrânilor ia o temă incitantă privind conflictul extraterestru și o ambalează inteligent cu teme precum identitatea individuală, ce ne face umani, semnificația morții și etica vieții”. Justin Howe apreciază că „proza lui Scalzi revine la Epoca de Aur a science fictionului, rămânând în același timp proaspătă și plină de vibrație”.
De cealaltă parte, Stuart Carter remarcă faptul că, deși i-au plăcut primele scene ale cărții „cele de pe Pământ, de pe orbită și din campusul de antrenament”, romanului „îi lipsesc surprizele mari și ideile radicale”, ceea ce, împreună cu „prezentarea relativ banală a scenelor importante de luptă și a adversarilor extratereștri”, îi diminuează valoarea. 

## Continuări
- Brigăzile-Fantomă - al doilea roman al seriei
- Ultima colonie - al treilea roman al seriei
- Povestea lui Zoë - al patrulea roman al seriei
- The Human Division - al cincilea roman al seriei
- The Sagan Diary Arhivat în 22 iunie 2011, la Wayback Machine. - o povestire a cărei acțiune se petrece între cea din Brigăzile-Fantomă și Ultima colonie
- After the Coup Arhivat în 12 august 2011, la Wayback Machine. - altă povestire

## Apariții în alte opere
Într-un episod al serialului de televiziune Stargate Universe poate fi văzut un personaj care citește cartea, un semn al apariției lui Scalzi în rolul de consultant de creație al spectacolului.